# جان گیبز
جان گیبز یک سیاستمدار و مفسر سیاسی راست افراطی آمریکایی است. گیبس که یکی از اعضای حزب جمهوری‌خواه بود، قبل از ورود به سیاست یک مهندس نرم‌افزار و مبلغ بود. در طول دولت دونالد ترامپ، او در وزارت مسکن و توسعه شهری ایالات متحده نقش داشت و معاون وزیر مسکن و توسعه شهری برای برنامه‌ریزی و توسعه جامعه بود. گیبس سابقه اظهارات نادرست، تحریک آمیز و توطئه آمیز در فید توییتر خود را دارد.
در جولای ۲۰۲۰، ترامپ گیبس را به عنوان مدیر دفتر مدیریت پرسنل ایالات متحده معرفی کرد، اما هرگز توسط سنا تأیید نشد. گیبس ادعاهای نادرست ترامپ مبنی بر دزدیده شدن انتخابات ریاست جمهوری ۲۰۲۰ را تبلیغ کرد. او نامزد جمهوری خواهان برای ناحیه سوم کنگره میشیگان در انتخابات سال ۲۰۲۲ بود که پیتر مایجر را در انتخابات مقدماتی شکست داد، اما در انتخابات عمومی از نامزد دموکرات هیلاری شولتن قاطعانه شکست خورد.

## دوران اولیه زندگی و تحصیل
گیبس اهل لنسینگ، میشیگان است. او مدرک لیسانس علوم کامپیوتر را از دانشگاه استنفورد و کارشناسی ارشد مدیریت دولتی را از مدرسه کندی هاروارد دریافت کرده است.
گیبس در پنطیکاستی بزرگ شد و پس از تحصیل، به عنوان مبلغ در ژاپن خدمت کرد. گیبس بعداً به مذهب کاتولیک گروید و در مراسم مذهبی سنتی لاتین شرکت کرد.